# Édouard-Auguste de Grande-Bretagne
Titre
Héritier présomptif du trône de Grande-Bretagne
25 octobre 1760 – 12 août 1762
(1 an, 9 mois et 18 jours)
Édouard de Grande-Bretagne, duc d’York et d’Albany, né le 25 mars 1739 et mort le 17 septembre 1767, est le jeune frère de George III du Royaume-Uni, le deuxième fils de Frédéric de Galles et d’Augusta de Saxe-Gotha-Altenbourg.

## Jeunesse

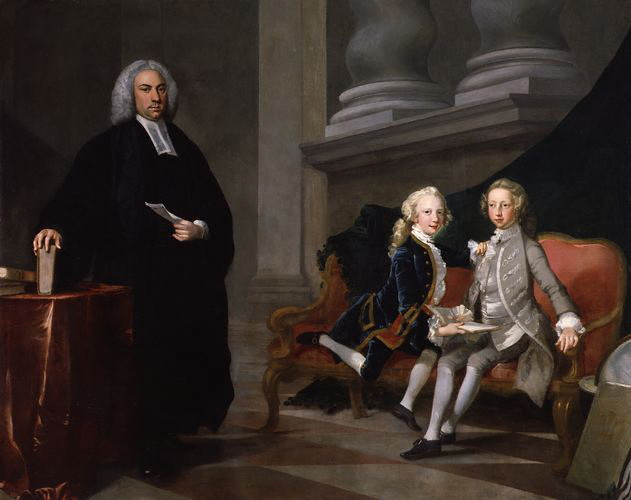
Le duc d'York (à gauche), avec son frère, le futur George III du Royaume-Uni et leur tuteur, Francis Ayscough, doyen de la Cathédrale de Bristol, vers 1749.

Édouard Auguste est baptisé à la Norfolk House par l'évêque d'Oxford, Thomas Secker. Ses parrains sont son grand-oncle Frédéric-Guillaume Ier de Prusse (représenté par Charles Douglas, le troisième duc de Queensberry) et Charles Ier de Brunswick-Wolfenbüttel (représenté par Henry Brydges, 2e duc de Chandos) ; sa marraine est la princesse de Saxe-Gotha (représentée par Lady Charlotte Edwin, la fille de James Hamilton, 4e duc d'Hamilton).

## Guerre de Sept Ans
Édouard montre un intérêt pour la stratégie navale, et demande la permission de servir dans la Royal Navy. Il participe aux attaques contre les Français et à la défaite lors du raid contre Saint-Malo, qui se termine à la bataille de Saint-Cast en 1758.

## Duc et héritier

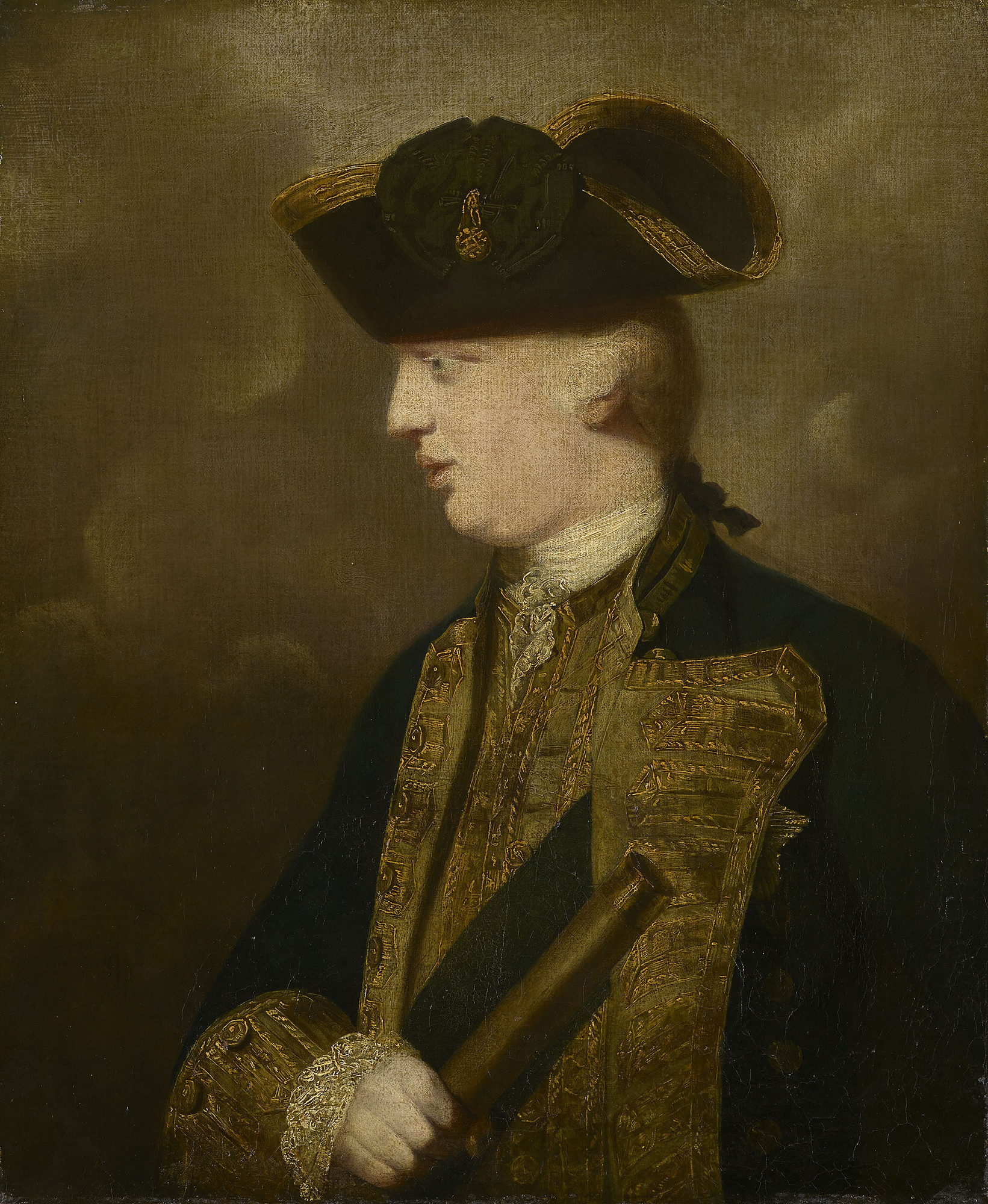
Le duc d'York, vers 1766, par Sir Joshua Reynolds.

Il est intronisé duc d'York et d'Albany et comte d'Ulster par son grand-père paternel, George II, le 1er avril 1760.
Quand le frère d'Édouard, George III, accède au trône le 25 octobre 1760, il nomme Édouard conseiller privé. Édouard devient, au même moment, l'héritier du trône jusqu'au 12 août 1762, le jour où naît George IV, premier fils de George III.
À la fin de l'été 1767, pendant son voyage vers Gênes, Édouard tombe malade et doit s'arrêter au port de Monaco. Malgré les soins et l'attention qu'on lui porte, il décède au palais d'Honoré III de Monaco, le 17 septembre. La chambre où il meurt est connue depuis sous le nom de York Room. Son corps retourne à Londres à bord du HMS Montreal, et est enterré en l'abbaye de Westminster.

## Héritage

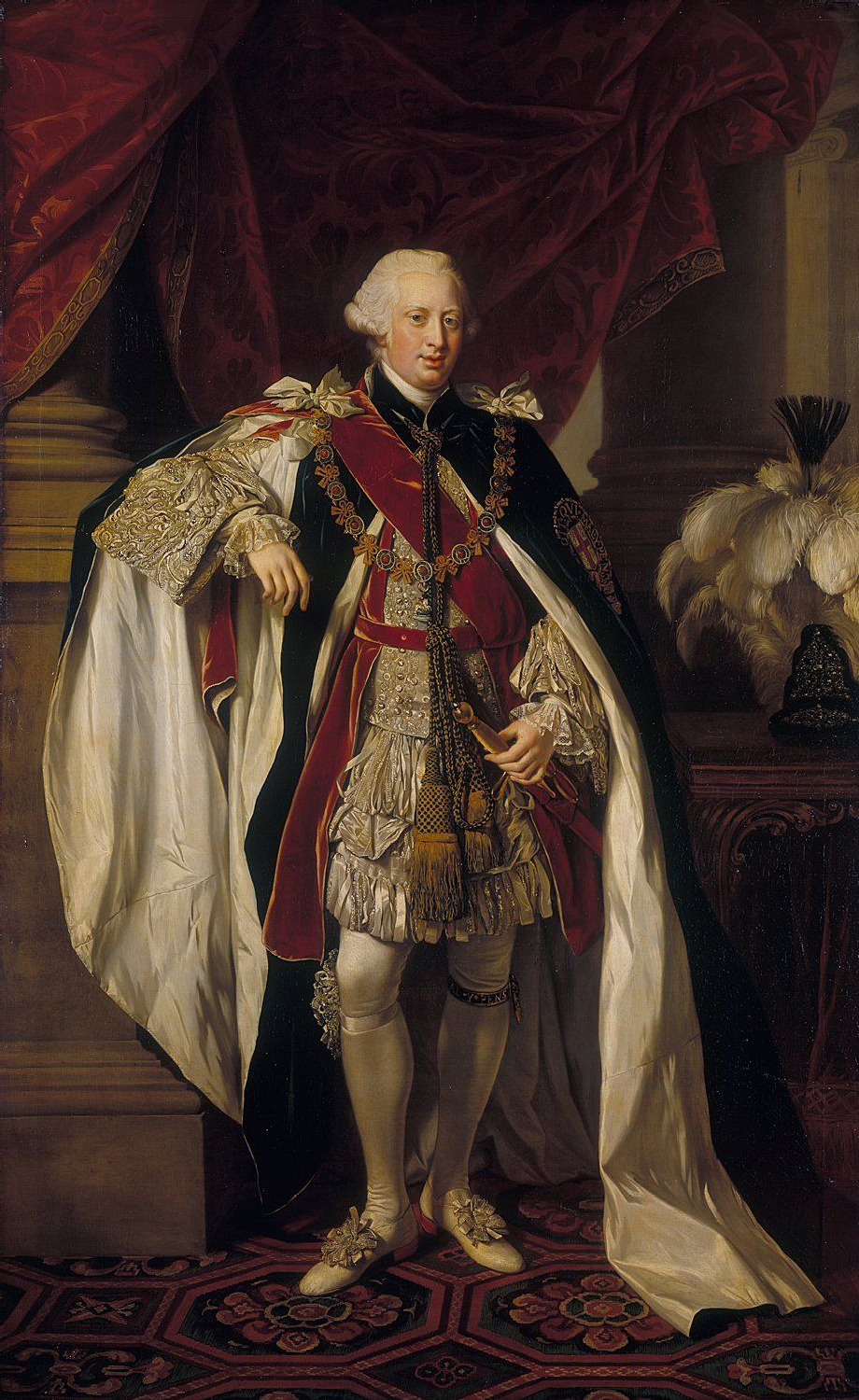
Le prince Édouard vers 1764-1765.

### Littérature
En 1762, James Boswell publie The Cub at Newmarket (le jeune à Newmarket), un poème dédié au prince Édouard, sans sa permission. Boswell avait rencontré le prince au champ de courses de Newmarket en 1760 pendant sa première visite à Londres. Le jeune dont il est question dans l'œuvre est Boswell lui-même. La dédicace est la suivante :

« À L'ATTENTION DE :
Son ALTESSE ROYALE
ÉDOUARD
Duc d'YORK
Monsieur,
PERMETTEZ-moi de remercier votre Royale Altesse, d'avoir apprécié cet Essai. Ou, en d'autres Termes, permettez-moi de faire savoir au Monde que le Duc d'YORK a ri de ce fameux Jeune ; il a été lu à votre Altesse Royale par le Génie lui-même, et a reçu la chaleur du sourire de votre aimable Indulgence.
SI j'avais pu concevoir ceci, j'aurais alors pensé que je n'avais pas la moindre Étincelle de l'Enthousiasme de Parnasse dans ma Composition. Être démuni de Vanité, si je ne me trompe, peut être reconnu comme une Caractéristique inséparable d'un Poète.
CETTE Babiole, MONSIEUR, n'a pas la volonté de vous interrompre, engagé que vous êtes dans des affaires Conséquentes. Elle espère juste présenter ses Respects dans une heure dévouée à la Festivité joyeuse.
Je souhaite à votre Altesse Royale une longue et heureuse Vie, et suis
Votre Dévoué Serviteur. »

### Utilisation du nom prince Édouard
- Comté du Prince-Édouard (Virginie).
- La péninsule du cap York, située à l'extrême-nord du Queensland, en Australie, et le cap York, à la pointe de la péninsule, qui est le point le plus au nord de l'Australie.
- Les îles du Duc-d'York, un groupe d'îles situées en Nouvelle-Bretagne orientale, en Papouasie-Nouvelle-Guinée. Elles se trouvent dans le canal St.-George entre la Nouvelle-Bretagne et la Nouvelle-Irlande et font partie de l'archipel Bismarck.
- Prince Édouard-Auguste, le quatrième fils du roi George III, né le lendemain de l'enterrement du duc d'York.

## Titulature et armes

### Titulature
- Du 25 mars 1739 au 1er avril 1760 : Son Altesse royale le prince Édouard"[1]
- Du 1er avril 1760 au 17 septembre 1767 : Son Altesse royale le duc d'York et d'Albany

### Armes
Le prince Édouard utilisait les armes du royaume, brisées d'un lambel d'argent à cinq pendants, celui du centre portant une croix de gueules, les autres portant chacun un franc-canton de gueules.